# Maison Des Trois Luppars

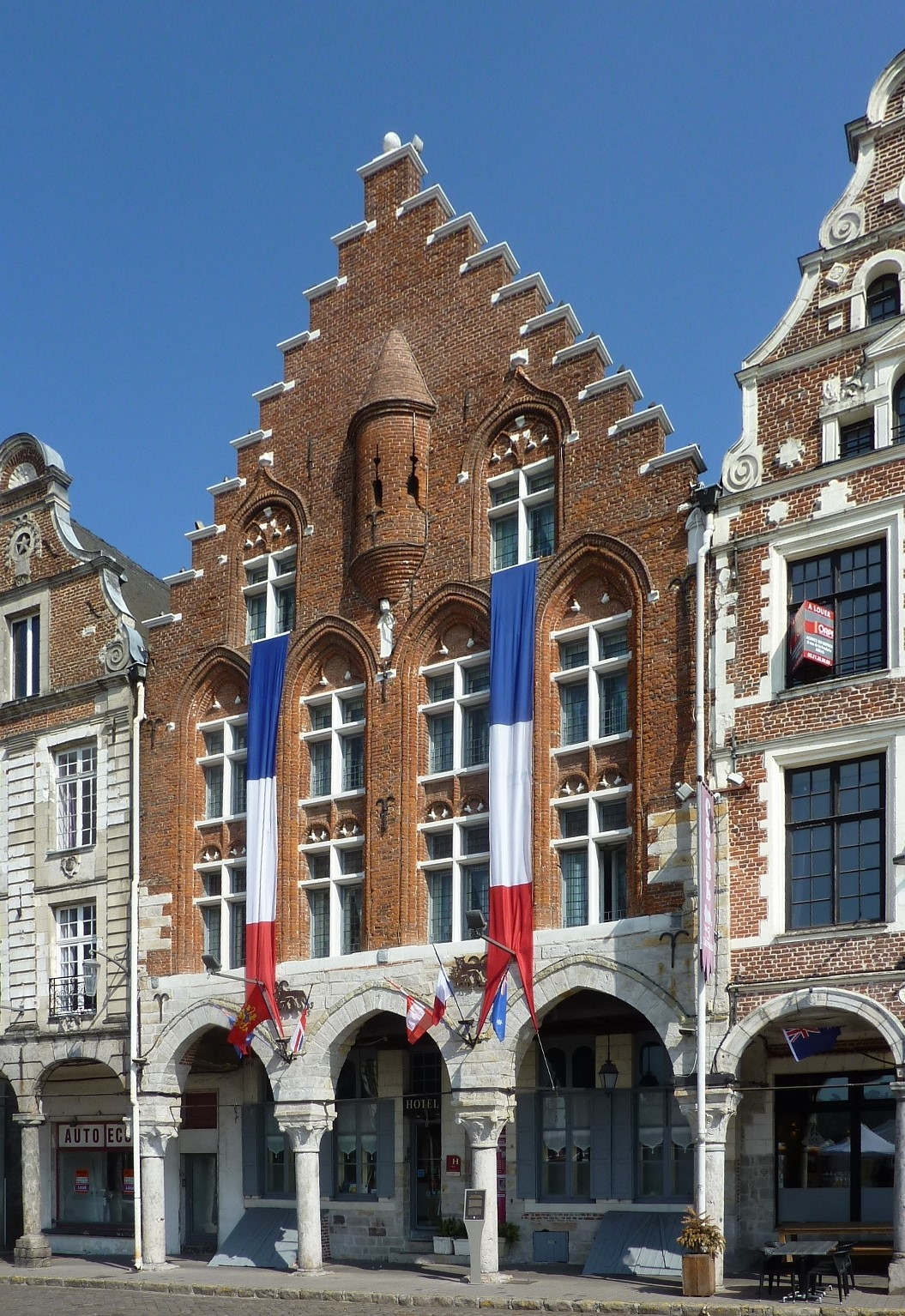
Maison Des Trois Luppars in Arras

Das Maison Des Trois Luppars (deutsch: Haus der drei Leoparden) in der nordfranzösischen Stadt Arras im Département Pas-de-Calais ist seit 1920 denkmalgeschützt und als Monument historique klassifiziert.

## Geschichte
Das im Stil der flämischen Spätgotik errichtete Bauwerk geht zurück auf Wiederherstellungsmaßnahmen eines älteren Baus im Jahr 1467 und stellt das älteste erhaltene Gebäude am  Grand-Place in Arras dar. Ungewöhnlich für die Bauperiode in Arras ist die vollständig in Backstein ausgeführte Fassade mit Stufengiebel, da zu dieser Zeit häufig nur das Erdgeschoss aus Mauerwerk bestand und die Obergeschosse in Fachwerkbauweise ausgeführt wurden. Dies lässt neben der weiteren repräsentativen Gestaltung der Fassade, zu der ein an militärische Architektur erinnernder Scharwachtturm gehört, der jedoch nur dekorativen Zwecken diente, auf eine bedeutende gesellschaftliche Stellung des Auftraggebers schließen.